# Familia Ortega y Bonilla
La familia Ortega y Bonilla fue una familia mexicana de impresores activa entre 1709 (c.) y 1777. La familia fue la segunda más importante del estado de Puebla (México) en este campo durante el siglo XVIII, sólo después de los Borja y Gandía. Su producción estuvo estrechamente ligada a las actividades de la Arquidiócesis de Puebla, pero también realizaron varios trabajos menores como la impresión de convites, esquelas y memoriales.

## Miguel de Ortega y Bonilla (c. 1671-c. 1714)
Hijo de Ignacio de Ortega y María de la Vega, Miguel de Ortega y Bonilla, originario de Puebla, contrajo nupcias en 1704 con la española Manuela de la Ascensión Cerezo, hija de Jacinto Cerezo y Juana de Olarte. De este matrimonio nacieron Juan Francisco de Ortega, María Inés de Jesús, Manuela de San Francisco de Sales y Cristóbal Tadeo. Mientras que María Inés y Manuela se convirtieron en religiosas de velo y coro en el convento de San Jerónimo de Puebla, Juan Francisco y Cristóbal continuaron con el negocio de la impresión, en el que introdujo a su familia Miguel de Ortega y Bonilla hacia 1709, cuando compró el material tipográfico y el privilegio de impresión a los herederos de Diego Fernández de León. Así lo constata José Toribio Medina: 

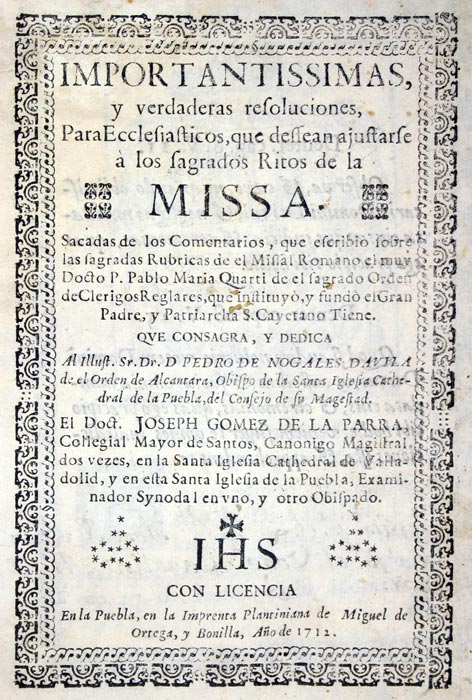
Portada de uno de los trabajados impresos en el taller de Miguel de Ortega y Bonilla (1712)

"Durante un interregno de cerca de nueve años (1635-1704) el nombre de Fernández desaparece de las portadas de los libros angelopolitanos; continuá [sic.] luego con un período bastante activo, y, por fin, cesa de figurar en ellas definitivamente en 1709, fecha en que, según parece, traspasó su taller con el privilegio para la impresión de esquelas, á [sic.] Miguel de Ortega." 
Es posible que en 1711 haya estado en la Ciudad de México en donde realizó su primer trabajo, pero vuelve poco tiempo después a Puebla, para ejercer brevemente su oficio. Durante 1712 y 1713 fue el único impresor en Puebla. Mismos en los que se puede datar su producción, pues hacia finales de 1713 o inicios de 1714 fallece, heredando su taller a su viuda, Manuela Cerezo. 

## Manuela de la Ascensión Cerezo, viuda de Miguel de Ortega (?- 1758)
Al fallecer su esposo, Manuela de la Ascensión Cerezo tomó el control tanto del taller de impresión como de todos los bienes de la familia, que incluían una hacienda, para convertirse en la administradora universal de estos. Su primera preocupación fue la de mejorar el taller y lo consiguió a través de la compra de la imprenta a los herederos de Guillena Carrascoso, con intercesión de Gabriel de Ribera Calderón. Aumentó también su material tipo-iconográfico y rentó un local en el Portal de las Flores. Además, mantuvo el privilegio de impresión de los convites que renovó varias veces, al igual que el de las tesis de la Catedral de Puebla, que más adelante otorgaría a su hijo Cristóbal Tadeo. 
Fue la única impresora de Puebla desde 1714 hasta 1723 cuando abrió el taller de Francisco Xavier Morales. 
Falleció el 4 de mayo de 1758, dejando a la postre 260 obras impresas en sus 42 años como impresora, bajo el nombre de “Imprenta de la Viuda de Miguel de Ortega”. Entre sus obras se encuentran sermones, novenas, villancicos, tesis, libros en lenguas indígenas, biografías, entre otros. Es considerada una de las mujeres impresoras más importantes del mundo novohispano junto con sus contemporáneas capitalinas Paula de Benavides, viuda de Bernardo Calderón, María de Rivera y Teresa de Poveda, viuda de Hogal.

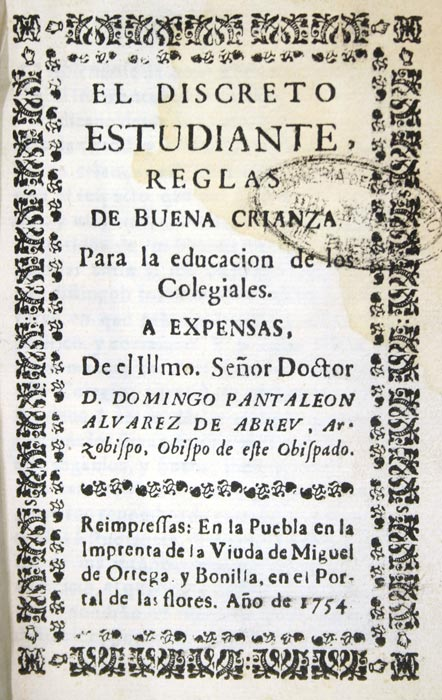
Portada de uno de los trabajados impresos en la imprenta de la Viuda de Miguel de Ortega y Bonilla, en el Portal de las flores (1754)

## Juan Francisco de Ortega y Bonilla
Con ayuda o por órdenes de su madre, el primogénito de los Ortega y Bonilla, Juan Francisco, se trasladó a la Ciudad de México en 1720 y a finales de este año abrió su taller, en la calle de Tacuba, con el nombre de "Imprenta Plantiniana", claramente en alusión al nombre del impresor francés (Cristóbal Plantino). Sin embargo, no tuvo tanto éxito como el taller de Puebla, pues su actividad data de 1721, hasta inicios 1725, cuando cierra, vendiendo parte del material tipográfico y el resto regresándolo a Puebla.

## Cristóbal Tadeo de Ortega y Bonilla (c. 1705-?)
Cristóbal Tadeo de Ortega y Bonilla, último hijo del matrimonio Ortega y Bonilla, trabajó primero como ayudante en el taller familiar junto con Juan de Villarreal, oficial mayor de imprenta. Posteriormente abrió su propio taller de impresión en 1746, junto al de su madre, en el Portal de las Flores. Su producción se centró en esquelas y tesis procedentes de la Catedral. Para cuando Manuela Cerezo fallece, el taller de Cristóbal había dejado de ser tal para convertirse oficialmente en una imprenta, hasta 1769, cuando dejó de funcionar.

## Herederos de la Viuda de Miguel de Ortega (1773-1777)
Con este nombre se le conoció a la imprenta de la familia Ortega y Bonilla, hasta su cierre en 1777, cuando el taller y el privilegio de las esquelas pasan al impresor Pedro de la Rosa, casado con una de las nietas de Manuela Cerezo, María Manuela de la Rosa y Ortega.